# تمام شب (آهنگ گرلز جنریشن)
«تمام شب» ترانه‌ای است که توسط گرلز جنریشن برای ششمین آلبوم استودیویی‌شان «شب تعطیلات» ضبط شده‌است. این ترانه به صورت دیجیتالی در ۴ اوت ۲۰۱۷، به عنوان تک‌آهنگ همراه با آهنگ «تعطیلات» توسط اس. ام انترتینمنت منتشر شد.

## ترکیب بندی
به گفتهٔ تامار هرمان از بیلبورد، «تمام شب» ترانه‌ای در ژانر نیو دیسکو و در سبک بابلگام‌پاپ است که ویژگی‌های از ضرب بیسهای دههٔ هشتاد میلادی را در خود دارد. ژاک پترسون از سایت آیدول‌ایتور این آهنگ را «نیو دیسکو فانکی» توصیف کرد که «ناگهان به یک مهمانی نوجوانانهٔ خرابکار در استودیو ۵۴ تبدیل می‌شود.» در شعر، این ترانه به ماندگاری و پیوند گرلز جنریشن با طرفدارانشان می‌پردازد که به گفته هرمن، برای گروه‌های دخترانهٔ کره‌ای «غیرعادی» است.

## عملکرد نمودار
«تمام شب» در رتبهٔ ۳۵ نمودار دیجیتال گائون قرار گرفت و از ۳۰ ژوئیه تا ۵ اوت ۲۰۱۷، بیش از ۴۷هزار بار دانلود شد.

## نماهنگ
یک نماهنگ مستندگونه برای این آهنگ در ۴ اوت ۲۰۱۷ منتشر شد که در میان آن مصاحبه‌های کوتاهی از هشت عضو وجود داشت که بازگوکنندهٔ حرفهٔ آنها بود. طبق گفتهٔ تامار هرمان از بیلبورد، این نماهنگ با کلیپ‌هایی از روزهای اولیهٔ گروه به پایان می‌رسد که «یک سفر سریع در امتداد خط حافظهٔ چیزی‌ست که اکنون یکی از افسانه‌ای‌ترین هنرمندان پاپ کره‌ای می‌باشد» است. نسخهٔ خالی از مصاحبه‌های این نماهنگ روز بعد منتشر گردید.

## اقبال
ژاک پترسون می‌نویسد «حتی اگر به کی-پاپ گوش ندهید، این آهنگ‌ها [تمام شب و تعطیلات] برای هر لیست پخش پاپی در این تابستان کاملاً ضروری است.»
این آهنگ در لیست «۲۰ آهنگ برتر کره‌ای ۲۰۱۷» بیلبورد در شمارهٔ ۱۴ قرار داده شد.

## نمودار
| نمودار (۲۰۱۷)                                 | اوج موقعیت |
| --------------------------------------------- | ---------- |
| کره جنوبی (گائون)                             | ۳۲         |
| آهنگ‌های دیجیتال ایالات متحده آمریکا (بیلبورد) | ۵          |
| 100 آهنگ داغ کره (بیلبورد کره)                | ۷۹         |